# 都市権 (オランダ)
都市権または都市特権（英語：City rightsまたはTown privileges）は、中世のヨーロッパで領主が領地内の町に与えた交易権やギルド結成権などの諸権利（または法）のこと。これらの権利を得た町は周辺の町より力を持ち「都市（City）」とよばれた。また、自治権や課税権も与えられることが多かった。都市法と翻訳されている場合もある。

## オランダ圏における都市権

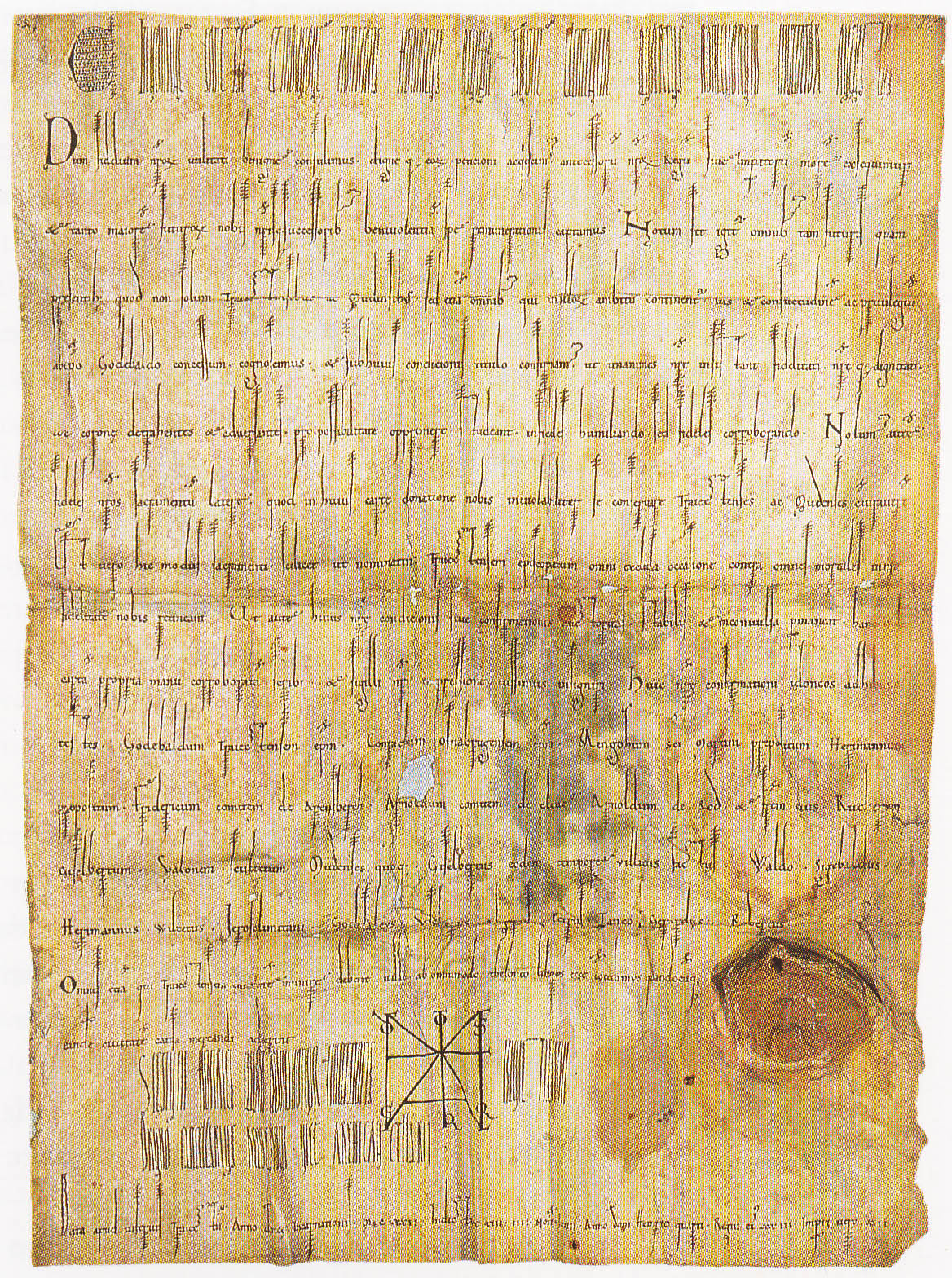
ユトレヒトの都市権の文書

オランダ圏における都市権（オランダ語: Stadsrechten; 英語: City rights in the Low Countries）とは、10世紀から19世紀のオランダ圏（現在のオランダおよび、ベルギーおよびルクセンブルクの一部のネーデルランドと呼ばれる地域）において、領主が特定の町に与えた権利のこと。中世において、この権利を得た町のみが「市」を標榜できた。この権利が得られるかどうかは、住民の数によっては左右されなかった。例えば、都市権を得た最小の市はスタフェルデンで、人口40人ほどである。
都市権効力の全盛時代（13～14世紀）
都市権が与えられた都市は商人が移り住むのに魅力的な街となり、その結果都市の経済が栄えることとなった。（都市権を与えた）領主は都市からの税収が増えることにより、結果として経済的利益を享受できた。中世において増大していた戦費を捻出するため、都市権と引き換えに得られる税収は領主にとって重要になっていった。本来、領主は都市に対して一定の権力を保有しているのだが、都市が発展しその権力を集中させ一段と独立性を高めていく中で、いつの間にか領主から独立した都市国家のようになるものも出てきた。このような都市は力を持った市民や商人が統治し、経済力と軍事力を益々増大させていくこととなった。
最初に都市権が与えられた町はデーフェンターで、956年のことである。これは98年にローマ帝国から都市権を得たナイメーヘンの方が遥かに昔では無いかという議論があるところだが、ここではこれらの都市が現在の都市に継続していないと言う点で、最も古い都市をデーフェンターとしている。
中世後期には多くの町に都市権が与えられ、商人や貿易商の強力な働きにより、オランダは16世紀に世界初の近代的な共和国になることとなった。
都市権の時代の終焉（16世紀後半）
都市権は、国が開発され中央集権化を進めると共に、その役割を終えることとなった。オランダでは（一般的な）都市権を獲得した最後の都市はウイレムスタットで、1586年のことであった。オランダ共和国時代（1581年から1795年）に入ってから都市権を獲得したのはブロクザイルで、1672年のことである。18世紀末のバタヴィア革命後は、フランス方式を取り入れた地方自治制度が確立され、都市権は一旦無効化された。1813年にナポレオン帝国が崩壊した後、オランダ王国下で都市権が一部復活したが、立法と司法は国家に属するとされた。1848年のオランダ憲法制定により、1851年からは従来の市・町・村という区分は完全に撤廃され、都市権も完全に否定され現在に至っている。
19世紀初頭に都市権を得た町に与えられたものは、（都市権全盛期の）中世において与えられていたものと全く違い、単に象徴的なものだけだった。（この象徴的な意味の都市権を最後に獲得したのは、デルフスハフェンで1825年のことである）

### 一般的な都市権
特権
- 市壁築造権：居住区域（市街）の周囲に防護壁を設ける権利
- 市場開設権：市を開催する権利。また、その市から徴税する権利
- 独占交易権：特定商品を独占的に交易する権利がいくつかの都市に与えられた
- 通行税課税権
- 貨幣鋳造権：都市の貨幣を持つ権利

自由
- 個人の自由：都市以外の住民と比べて（相対的に）、主君から干渉されず、移動の自由が保証される

自治
- 自治権：一部の善良な市民は、都市の官僚として取り立てられた
- 司法及び立法権：市域内において広範な自主立法及び司法権の行使が認められた
- 課税権

### 主要都市に都市権が与えられた年
- アーネム 1233年
- アムステルダム 1306年
- ブレダ 1200年頃
- エンスヘデ 1325年
- アイントホーフェン 1232年
- フローニンゲン 11世紀
- レーワルデン 1285年
- マーストリヒト 1204年
- ナイメーヘン 1230年
- ロッテルダム 1340年
- スヘルトーヘンボス 1195年
- ティルブルフ 1809年
- ユトレヒト 1122年

### 現在のオランダにおける都市
現在のオランダの自治体組織には「市」という区分は存在しない。大都会も田舎も、同じ基礎自治体の単位であるヘメーンテ (オランダ)が最小の自治単位である。